# Championat der Vaterpferde in Australien

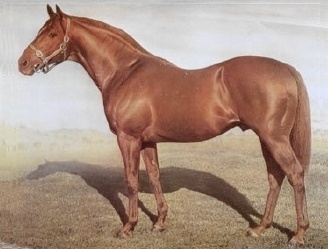
Star Kingdom,
5-facher Champion der Vaterpferde in Australien,
3-facher Champion der Mutterväter in Australien

Das Championat der Vaterpferde in Australien (engl. leading sire) ist eine jährliche Auszeichnung, für den erfolgreichsten Rennpferdvater. Für jeden Deckhengst wird die Gewinnsumme seiner Söhne und Töchter im zurückliegenden Jahr ermittelt. Es zählen Preisgelder, welche die Söhne und Töchter in Flachrennen gewonnen haben.
Die Liste führt der herausragende Vererber Danehill an, der neun Mal den Titel als Leading Sire in Australien gewann.

## Leading Sire in Australien
| - 1883–84 – St. Albans - 1884–85 – St. Albans - 1885–86 – Musket - 1886–87 – Robinson Crusoe - 1887–88 – Chester - 1888–89 – Musket - 1889–90 – Chester - 1890–91 – Musket - 1891–92 – Chester - 1892–93 – Chester - 1893–94 – Newminster - 1894–95 – Grand Flaneur - 1895–96 – Trenton - 1896–97 – Newminster - 1897–98 – Lochiel - 1898–99 – Gozo - 1899–00 – Lochiel - 1900–01 – Lochiel - 1901–02 – Trenton - 1902–03 – Pilgrim’s Progress - 1903–04 – Grafton - 1904–05 – Lochiel - 1905–06 – Lochiel - 1906–07 – Grafton - 1907–08 – Grafton - 1908–09 – Grafton - 1909–10 – Maltster - 1910–11 – Maltster - 1911–12 – Maltster - 1912–13 – Ayr Laddie - 1913–14 – Maltster - 1914–15 – Maltster - 1915–16 – Wallace - 1916–17 – Linacre - 1917–18 – Linacre - 1918–19 – The Welkin - 1919–20 – Comedy King - 1920–21 – The Welkin - 1921–22 – The Welkin - 1922–23 – Comedy King - 1923–24 – Valais - 1924–25 – Valais - 1925–26 – Valais - 1926–27 – Valais - 1927–28 – Valais - 1928–29 – Magpie - 1929–30 – Night Raid - 1930–31 – Night Raid - 1931–32 – Limond - 1932–33 – Heroic - 1933–34 – Heroic - 1934–35 – Heroic - 1935–36 – Heroic - 1936–37 – Heroic - 1937–38 – Heroic - 1938–39 – Heroic - 1939–40 – Beau Pere - 1940–41 – Beau Pere - 1941–42 – Beau Pere - 1942–43 – Spearfelt - 1943–44 – Manitoba - 1944–45 – Manitoba - 1945–46 – Emborough - 1946–47 – The Buzzard - 1947–48 – Midstream - 1948–49 – Helios - 1949–50 – The Buzzard - 1950–51 – Midstream - 1951–52 – Midstream - 1952–53 – Delville Wood - 1953–54 – Delville Wood - 1954–55 – Delville Wood - 1955–56 – Delville Wood - 1956–57 – Delville Wood - 1957–58 – Khorassan - 1958–59 – Star Kingdom - 1959–60 – Star Kingdom - 1960–61 – Star Kingdom - 1961–62 – Star Kingdom - 1962–63 – Wilkes - 1963–64 – Wilkes - 1964–65 – Star Kingdom - 1965–66 – Better Boy - 1966–67 – Alcimedes - 1967–68 – Agricola - 1968–69 – Wilkes - 1969–70 – Alcimedes - 1970–71 – Better Boy - 1971–72 – Better Boy - 1972–73 – Oncidium - 1973–74 – Matrice - 1974–75 – Oncidium - 1975–76 – Showdown - 1976–77 – Better Boy - 1977–78 – Showdown - 1978–79 – Century - 1979–80 – Bletchingly - 1980–81 – Bletchingly - 1981–82 – Bletchingly - 1982–83 – Sir Tristram - 1983–84 – Vain - 1984–85 – Sir Tristram - 1985–86 – Sir Tristram - 1986–87 – Sir Tristram - 1987–88 – Zamazaan - 1988–89 – Sir Tristram - 1989–90 – Sir Tristram - 1990–91 – Marscay - 1991–92 – Nassipour - 1992–93 – Marscay - 1993–94 – Last Tycoon - 1994–95 – Danehill - 1995–96 – Danehill - 1996–97 – Danehill - 1997–98 – Zabeel - 1998–99 – Zabeel - 1999–00 – Danehill - 2000–01 – Danehill - 2001–02 – Danehill - 2002–03 – Danehill - 2003–04 – Danehill - 2004–05 – Danehill - 2005–06 – Redoute’s Choice - 2006–07 – Flying Spur - 2007–08 – Encosta de Largo - 2008–09 – Encosta de Largo - 2009–10 – Redoute’s Choice - 2010–11 – Lonhro - 2011–12 – Fastnet Rock - 2012–13 – Exceed and Excel - 2013–14 – Redoute’s Choice - 2014–15 – Fastnet Rock - 2015–16 – Street Cry - 2016–17 – Snitzel - 2017–18 – Snitzel - 2018–19 – Snitzel - 2019–20 – Snitzel - 2020–21 – Written Tycoon - 2021–22 – I Am Invincible |

 Australien